# 5040 Rabinowitz
5040 Rabinowitz eller 1972 RF är en asteroid i huvudbältet som upptäcktes den 15 september 1972 av den nederländsk-amerikanske astronomen Tom Gehrels vid Palomarobservatoriet. Den är uppkallad efter den amerikanske astronomen David L. Rabinowitz.